# Сельское поселение «Село Кременское»
Сельское поселение «Село Кременское» — муниципальное образование в Медынском районе Калужской области Российской Федерации.
Административный центр — село Кременское.

## История
Статус и границы сельского поселения установлены Законом Калужской области от 1 ноября 2004 года № 369-ОЗ «Об установлении границ муниципальных образований, расположенных на территории административно-территориальных единиц „Думиничский район“, „Кировский район“, „Медынский район“, „Перемышльский район“, „Сухиничский район“, „Тарусский район“, „Юхновский район“, и наделении их статусом городского поселения, сельского поселения, муниципального района».

## Население
| 2010 | 2012 | 2013 | 2014 | 2015 | 2016 | 2017 |
| ---- | ---- | ---- | ---- | ---- | ---- | ---- |
| 541  | ↘535 | ↗541 | ↗542 | ↘523 | ↘511 | ↘502 |
| 2018 | 2019 | 2020 | 2021 |      |      |      |
| ↗508 | ↗517 | ↗548 | ↘484 |      |      |      |

## Состав сельского поселения
| №  | Населённый пункт | Тип населённого пункта       | Население |
| -- | ---------------- | ---------------------------- | --------- |
| 1  | Кременское       | село, административный центр | ↘389      |
| 2  | Воронино         | деревня                      | ↘2        |
| 3  | Воскресенки      | деревня                      | ↘5        |
| 4  | Громыкино        | деревня                      | ↘15       |
| 5  | Ердово           | деревня                      | ↘0        |
| 6  | Ильинка          | деревня                      | ↘1        |
| 7  | Каляево          | деревня                      | ↘13       |
| 8  | Королево         | деревня                      | ↘5        |
| 9  | Кукановка        | деревня                      | ↘0        |
| 10 | Макарцево        | деревня                      | ↘3        |
| 11 | Михалково        | деревня                      | →1        |
| 12 | Насоново         | деревня                      | ↘3        |
| 13 | Одинцы           | деревня                      | ↗4        |
| 14 | Озёрное          | деревня                      | ↘50       |
| 15 | Ольховка         | деревня                      | ↘10       |
| 16 | Подсосенки       | деревня                      | ↘5        |
| 17 | Прудки           | деревня                      | ↘2        |
| 18 | Темерево         | деревня                      | ↘2        |
| 19 | Тихоновка        | деревня                      | ↘0        |
| 20 | Тишинино         | деревня                      | ↘9        |
| 21 | Фёдоровка        | деревня                      | ↘22       |